# Zemlika Corona
La Zemlika Corona è una struttura geologica della superficie di Venere.